# Koisuru Otome (canción)
«Koisuru Otome», tercer sencillo de la banda japonesa Ikimono Gakari, lanzado el 18 de octubre de 2006, para formar parte de su primer álbum Sakura Saku Machi Monogatari.

## Lista de canciones
1. «Koisuru Otome» (コイスルオトメ) "Una Chica Enamorada"
2. «Nirinka» (二輪花) "Dos Flores"
3. «Get Crazy» -Aki mix ver.-
4. «Koisuru Otome»: Instrumental

- Datos: Q5846344